# Zabalgunea
Zabalgunea (en castellà Ensanche) és un barri de la ciutat de Vitòria (Àlaba). El 2008, tenia una població de 8.967 habitants. És el barri central i comercial de la ciutat habitat en gran part per la classe alta i la classe mitjana alta. Té una extensió aproximada de 55 hectàrees i s'estén al sud del nucli antic.

## Història

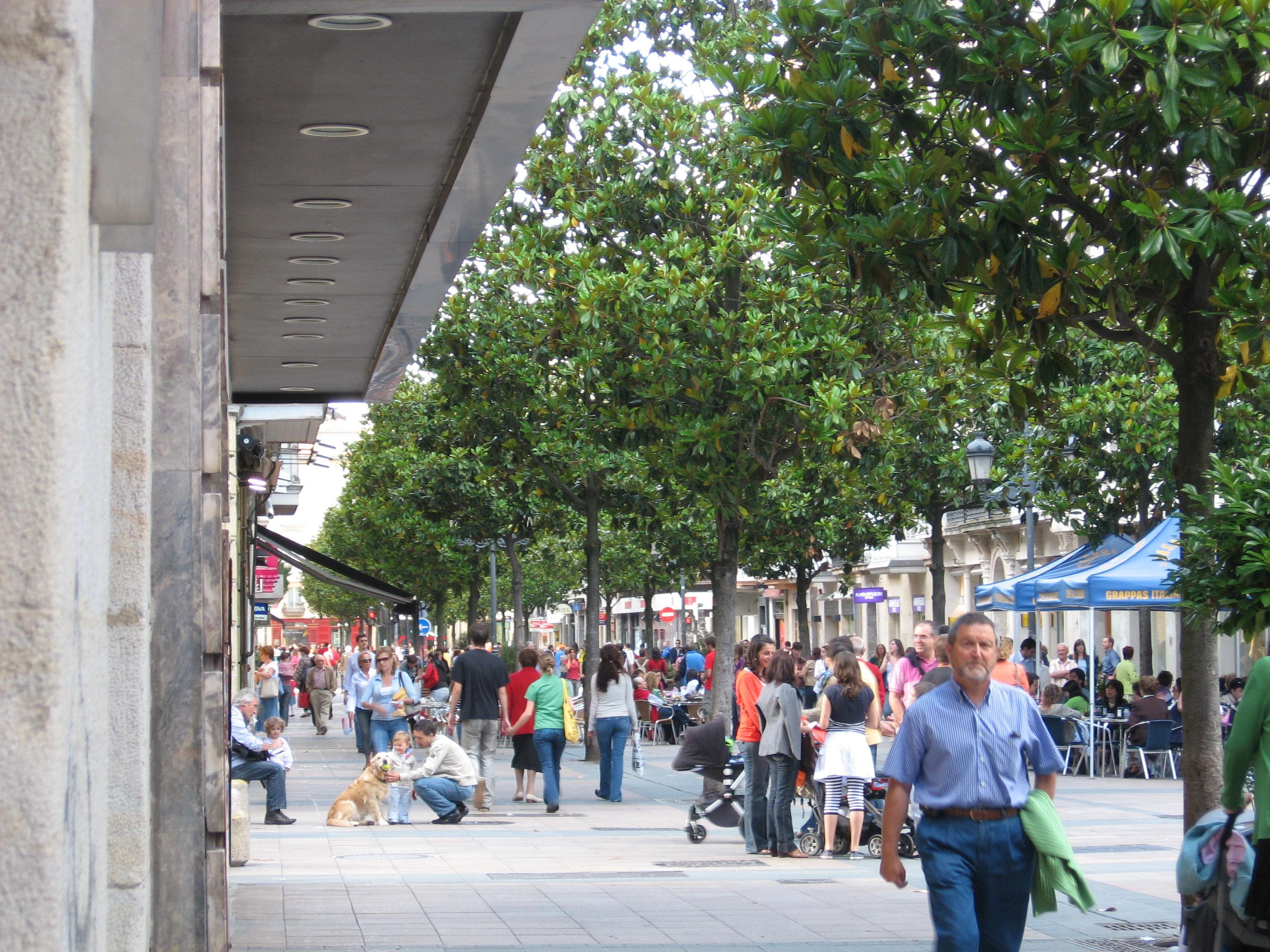
Cruïlla dels carrers Dato i San Prudencio

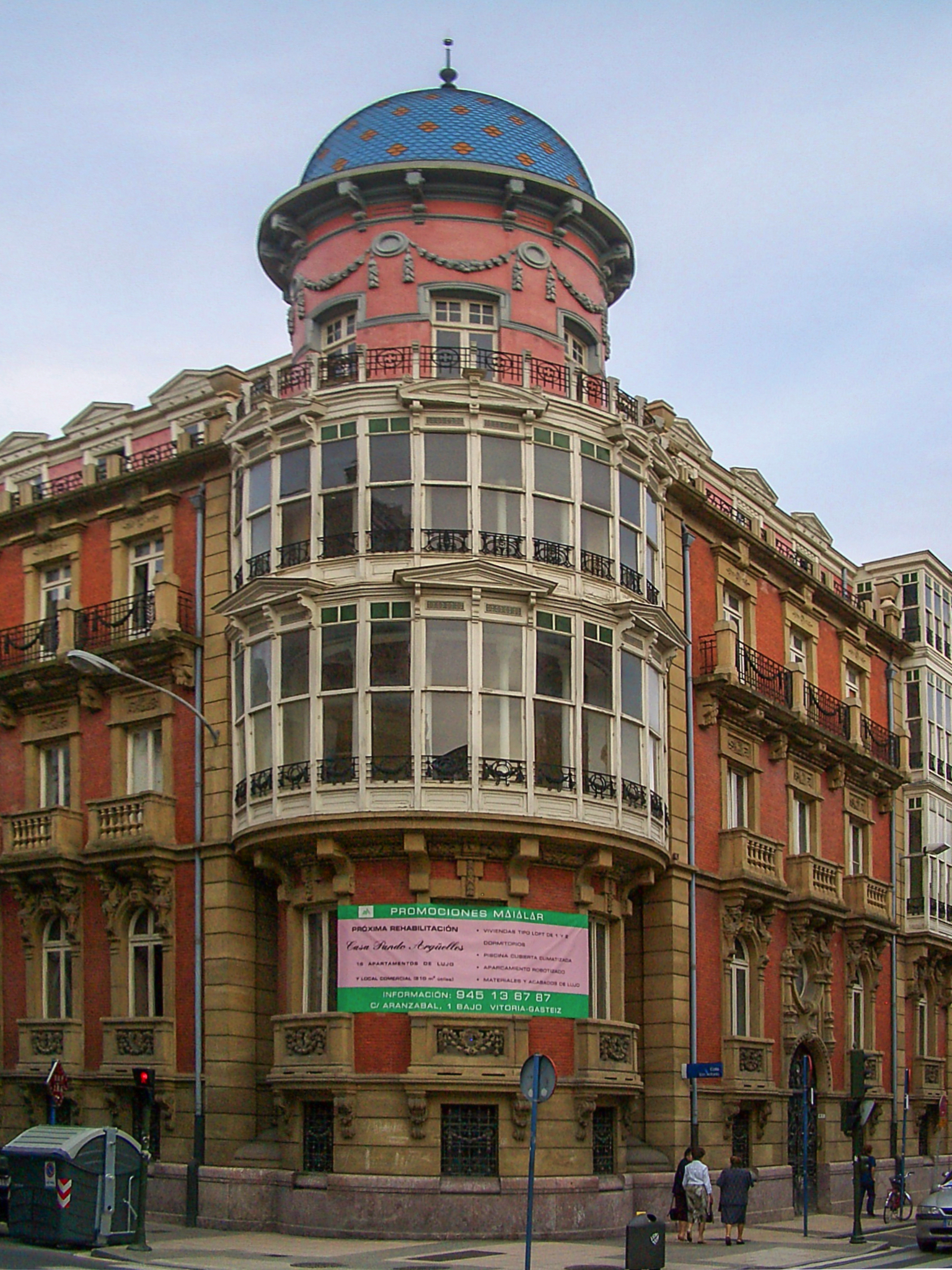
Casa Pando-Argüelles

Antigament era l'espai extramurs al sud de la ciutat que s'utilitzava per a la celebració de fires i mercats. En 1781 es va començar a urbanitzar la zona amb la construcció de la Plaça d'Espanya o Plaça Nueva, que s'acabaria deu anys més tard. Aquesta plaça d'estil neoclàssic va ser concebuda com a centre de celebracions, festes, esdeveniments, mercats, etc.; a més de com a seu de l'ajuntament. És un recinte tancat i quadrat amb portals en arc de mig punt. Va ser restaurada entre 1985 i 1986. L'eixample burgès es va desenvolupar entre la citada plaça i l'estació del ferrocarril, prenent com a eix principal el carrer d'Eduardo Dato, antigament carrer de la Estación. L'arquitectura típica d'aquesta zona es compon d'edificis lluminosos compostos de grans finestrals, elegants balconades i nombrosos miradors.
Es tracta de l'eixample de la ciutat realitzat durant el segle xix. Des de la construcció al llarg del segle xix ha mantingut una alta valoració com a lloc de residència de les classes més acomodades i adinerades de la ciutat sobretot en els voltants del carrer Eduardo Dato tant per la qualitat dels habitatges com pels serveis que fan d'aquest barri el cor comercial de la ciutat. Es tracta d'un barri elegant que compta amb una important riquesa artística, tant pels seus elegants edificis com per les escultures que adornen els seus carrers i places per als vianants.

## Edificis notables
Entre els seus edificis més destacats hi ha Casa Pando-Argüelles, la Casa Fournier, el Teatro Principal, el Parlament Basc, el convento de San Antonio o la iglesia del Carmen mentre que entre les escultures destaquen "El Caminante" situada a la plaça de l'Arca, "Reflexión" popularment coneguda com "El Torero" o "Monumento a los Fueros" d'Eduardo Chillida.
Els carrers i places principals de l'eixample de Vitòria són: Carrers d'Eduardo Dato, Manuel Iradier, la Florida, San Prudencio, San Antonio, Becerro de Bengoa, Mateo de Moraza, General Álava, Ortiz de Zárate, Plaça de la Virgen Blanca, Plaza de España, Plaza del General Loma i Plaza de los Fueros.

## Transports
Es tracta d'un barri molt ben comunicat per la xarxa de transport públic de la ciutat sent travessat per les línies L1,L3,L4,L5,L6 i L7 d'autobús urbà i les línies G1,G3,G4 i G5 d'autobús nocturn.
Les línies L1 i L2 del tramvia de Vitòria amb l'estació de Parlament-Legebiltzarra a la Plaça del General Loma enfront del Parlament Basc ofereixen connexió als habitants del barri tant amb altres barris cèntrics com Babesgabetuak, Lovaina, Koroatzea o Gazalbide com amb uns altres més allunyats com Txagorritxu, Lakua, Arriaga-Lakua o Abetxuku.
| Línia   | Nom                         | Destí Sentit Anada | Destí Sentit Tornada | Estacions | Freqüència                  |
| ------- | --------------------------- | ------------------ | -------------------- | --- | --------------------------- |
| Línia 1 | Tramvia de Vitòria. Línia 1 | Angulema           | Ibaiondo             | Angulema, Parlamento, Lovaina, Sancho el Sabio, Europa, Honduras, Euskal Herria, Txagorritxu, Wellington, Lakuabizkarra, Landaberde i Ibaiondo.    | 15 minuts (7 al ramal comú) |
| Línia 2 | Tramvia de Vitòria Línia 2. | Angulema           | Abetxuku             | Angulema, Parlamento, Lovaina, Sancho el Sabio, Europa, Honduras, Intermodal, Portal de Foronda, Gernikako Arbola, Arriaga, Artapadura i Abetxuko. | 15 minuts (7 al ramal comú) |